# Saudijska rukometna reprezentacija
Saudijska rukometna reprezentacija predstavlja državu Saudijsku Arabiju u športu rukometu.
Krovna organizacija:

## Poznati igrači i treneri

### Igrači zasvjetsko prvenstvo 2019.
Popis igrača: Abdullah Al-Abbas, Mohammed Al-Abbas, Ahmed Al-Abdulali, Fahad Al-Farhan, Abdullah Al-Hammad, Abdullah Al-Hulaili, Ali Al-Ibrahim, Hassan Al-Janabi, Rami Al-Mutairi, Muneer Abu Al-Rahi, Abbas Al-Saffar, Mahdi Al-Salem, Mohammed Al-Salem, Mojtaba Al-Salem, Abdulaziz Khayri, Amro Mohammed, Adnan Radnah, Abdulazez Saeed.

## Nastupi naAP
- prvaci:
- doprvaci:
- treći: 2002., 2008.

## Nastupi naAzijskim igrama
- prvaci:
- doprvaci:
- treći: 1990.

## Nastupi naOI
- prvaci:
- doprvaci:
- treći:

## Nastupi naSP
- prvaci:
- doprvaci:
- treći: